# Pedro Mendes
Pedro Miguel da Silva Mendes (Guimarães, 26 de Fevereiro de 1979) é um ex-futebolista português que jogava como médio.
Formado nas escolas do Vitória de Guimarães estreou-se como  profissional num empréstimo ao clube vizinho Felgueiras na época 1998/1999 tendo no ano seguinte regressado a Guimarães e assegurado um lugar no plantel principal do Vitória.
Apesar de desde a sua estreia no Estádio D. Afonso Henriques ter mostrado dotes acima da média a sua afirmação como jogador importante para a equipa não foi imediata.
Foi na época 2001/2002 que Pedro Mendes se afirmou como titular da equipa vimaranense e uma das suas principais estrelas.
Ao serviço do Porto Pedro Mendes foi campeão nacional e vencedor da Liga dos Campeões da UEFA. Constituía junto com Costinha, Maniche e Deco o famoso losango maravilha de José Mourinho que conquistou a Europa do futebol.
Após a conquista da liga dos campeões Pedro Mendes foi uma das muitas estrelas do Porto que saíram do clube, tendo se mudado para o Tottenham Hotspur de Inglaterra.
Na sua primeira época em Inglaterra começou logo por encantar os adeptos ingleses, tendo sido apelidado de "rocket man", mas devido a uma lesão que coincidiu com a mudança de treinador do seu clube Pedro Mendes foi perdendo influência no Tottenham Hotspur.
Na segunda época em Inglaterra com a degradação da sua relação com o treinador holandês do Tottenham Hotspur Pedro Mendes decide abandonar o clube e mudar-se para o Portsmouth onde se manteve até hoje sendo uma das suas principais figuras ao lado de jogadores como David James, Sol Campbell, Nwankwo Kanu, e Niko Kranjčar.
Apesar da sua carreira internacional nunca deixou de lembrar as suas origens e faz questão de mencionar em todas as suas entrevistas que desejava um dia regressar a Guimarães e ao seu clube do coração: o Vitória. Ora, o desejo foi realizado, após a rescisão com o clube que representou durante apenas um ano, o Sporting. Em 2011 assinou pelo Vitória de Guimarães, onde foi muitas vezes utilizado como titular. O desejo de voltar a jogar na equipa de Guimarães, foi assim tornado realidade, jogando ao lado de jogadores como Nuno Assís, Barrientos, e Nilson.
Pedro Mendes terminou a carreira na segunda-feira, dia 14 de Maio de 2012, como sempre desejou.
Após esta noticia, o Vice-Presidente do Vitória de Guimarães, disse que: "Pedro Mendes e a direção acertaram a rescisão. Ele decidiu terminar também a sua carreira. A decisão nasceu de uma conversa entre as partes. Foi uma decisão fácil, mas não é todos os dias que um dos melhores jogadores da história do clube deixa de jogar".

## Selecção Nacional
Na época 2002/2003, sua última no Vitória Sport Clube Guimarães, Pedro Mendes estreou-se na selecção nacional AA treinada por Agostinho Oliveira num jogo frente à Escócia. Depois disso Pedro coleccionou diversas convocatórias e a sua segunda internacionalização. Com a chegada de Luis Felipe Scolari ao comando da selecção portuguesa Pedro apenas voltou a ser chamado uma vez para um jogo frente a Itália. Depois da sua saída de Guimarães para o Porto no inicio da época 2003/2004 não voltou mais a ser chamado.

## 2008/2009
Mais de 5 anos depois da sua última convocatória, Mendes foi convocado por Carlos Queiroz para os jogos de qualificação para o Campeonato do Mundo de 2010 contra a Dinamarca a 9 de Setembro de 2008 e para os 2 últimos jogos a realizar a 10 de Outubro de 2009 contra a Hungria e a 14 de Outubro contra Malta.
No início da época 2008/2009 assinou pelo Rangers, do Campeonato Escocês de Futebol. Dia 29 de janeiro de 2010 oficializa sua volta a Portugal, para defender o Sporting Clube de Portugal

## Títulos
Porto
- Primeira Liga:(1) 2003/2004
- Supertaça Cândido de Oliveira:(1) 2002/2003
- Liga dos Campeões:(1) 2003/2004

T
- FA Cup:(1) 2007/2008

Rangers
- Scottish Premier League:(1) 2008/2009 2009/2010